# 조 (가수)
조(Joe, 1973년 7월 5일 ~ )는 미국의 가수이다. R&B, 슬로우 잼 장르에서 빠지지 않는 뮤지션이다. 
Joe는 고등학교 졸업 후에도 곡 작업과 노래를 계속 해왔다. 뉴저지에 여행을 갔다가 음악 산업에 뛰어들게 되었다. 가스펠 레코딩을 하는 스튜디오에서 일하면서 프로듀서 Vincent Herbert한테 동네 교회에서 음악을 배우고 3곡짜리 데모 테이프를 만들었다. 1992년에 Mercury Record와 계약하고 데뷔 앨범 Everything을 93년에 발매했다. 또 Wayans Brothers의 Don't Be a Menace to South Control While Drinking Your Juice in the Hood 사운드트랙 All the Thing을 만들었다. 1997년 Jive Record와 계약하고 All That I Am 앨범 발매하고 영화 Booty Call 사운드트랙에도 참여했다. 머라이어 캐리(미미)의 Rainbow 앨범에서 Thank God I Found You 라는 곡을 함께 했는데 이 곡을 다시 싱글로 발매하면서 빌보드 1위를 했었다. 이 곡 때문에 Joe가 전 세계에 이름을 알릴 수 있었던 것 같다. 2000년에 발매한 My Name is Joe는 차트 성적이 꽤 좋았다. 미국뿐만 아니라 네덜란드, 캐나다, 호주, 영국, 스웨덴 등 다른 나라에서도 순위권에 올랐다. 그렇지만 다음 해인 2001년에 낸 Better Day는 성적이 별로 좋지 않았다. 2003년에 And Then이라는 앨범을 냈는데 R.Kelly의 곡인 More and More, Make You May Baby 가 들어갔다. 2007년에 Ain't Nothin' Like Me 앨범 발매하고 Jive Record와 계약이 끝났다. Kedar Lable과 계약하고 2008년에 Joe Thomas, New Man 앨범 발매. 2009년에는 Signature를 비롯, Make Sure You're Home For Christmas와 Home is the Essence of Christmas 이렇게 두 개의 캐롤 앨범을 냈다. 캐롤 앨범치고 Joe의 보컬이 너무 감미로워서 크리스마스 때 Bedroom Song으로도 제격이다. 2010년에 The God, The Bad, The Sexy 앨범도 발매했다. 2013년에는 Doubleback : Evolution of R&B 앨범을 발매했고 2014년에는 새로운 회사인 BMG Rights Management와 계약하고 Bridge 앨범을 발매했다. Joe의 회사와의 계약 기간은 5년인 것 같다. Jive Record를 제외하고는 5년씩 계약을 한 듯하다.